# Canton de Lauzès
Le canton de Lauzès est une ancienne division administrative française située dans le département du Lot et la région Midi-Pyrénées.

## Géographie
Ce canton était organisé autour de Lauzès dans l'arrondissement de Cahors. Son altitude variait de 130 m (Cabrerets) à 464 m (Saint-Cernin).

## Composition
Le canton de Lauzès groupait douze communes et comptait 1 407 habitants (recensement de 1999 sans doubles comptes).
| Nom                  | Code Insee | Intercommunalité                | Superficie (km2) | Population (dernière pop. légale) | Densité (hab./km2) |
| -------------------- | ---------- | ------------------------------- | ---------------- | --------------------------------- | ------------------ |
| Blars                | 46031      | CC du Causse de Labastide-Murat | 25,68            | 129 (2014)                        | 5                  |
| Cabrerets            | 46040      | CA Grand Cahors                 | 43,38            | 230 (2014)                        | 5,3                |
| Cras                 | 46079      | CC du Causse de Labastide-Murat | 10,22            | 94 (2014)                         | 9,2                |
| Lauzès               | 46162      | CC du Causse de Labastide-Murat | 6,39             | 170 (2014)                        | 27                 |
| Lentillac-du-Causse  | 46167      | CC du Causse de Labastide-Murat | 13,68            | 101 (2014)                        | 7,4                |
| Nadillac             | 46210      | CC du Causse de Labastide-Murat | 7,35             | 65 (2014)                         | 8,8                |
| Orniac               | 46212      | CC du Causse de Labastide-Murat | 16,79            | 72 (2014)                         | 4,3                |
| Sabadel-Lauzès       | 46245      | CC du Causse de Labastide-Murat | 8,79             | 85 (2014)                         | 9,7                |
| Saint-Cernin         | 46252      | CC du Causse de Labastide Murat | 16,28            | 280 (2014)                        | 17                 |
| Saint-Martin-de-Vers | 46275      | CC du Causse de Labastide Murat | 9,93             | 98 (2013)                         | 9,9                |
| Sauliac-sur-Célé     | 46299      | CC Grand-Figeac                 | 25,13            | 123 (2014)                        | 4,9                |
| Sénaillac-Lauzès     | 46303      | CC du Causse de Labastide-Murat | 25,78            | 121 (2014)                        | 4,7                |

## Représentation

### Conseillers généraux de 1833 à 2015
| Période | Période          | Identité            | Étiquette | Qualité                                                                             |
| ------- | ---------------- | ------------------- | --------- | ----------------------------------------------------------------------------------- |
| 1833    | 1842             | Jean-Jacques Valéry |           | Juge de paix à Lentillac                                                            |
| 1842    | 1848             | Vincent Delpuech    |           | Président du Tribunal civil de Figeac                                               |
| 1848    | 1852             | Antoine Cayla       |           | Avocat, maire de Saint-Martin-de-Vers, conseiller d'arrondissement                  |
| 1852    | 1871             | Henri-Léon Delpech  |           | Propriétaire, juge de paix, maire de Sénaillac-Lauzès                               |
| 1871    | 1891 (décès)     | Paul Cambres        |           | Avocat à Cahors Président du Conseil Général                                        |
| 1891    | 1899 (démission) | Fernand Grimal      |           | Avocat à Cahors                                                                     |
| 1899    | 1919             | Jean Peyrichou      | Rad       | Notaire, maire de Cabrerets, conseiller d'arrondissement                            |
| 1919    | 1940             | Amédée Jardel       | RG        | Médecin à Lauzès                                                                    |
|         |                  |                     |           |                                                                                     |
| 1945    | 1966 (décès)     | Louis Garrigou      | Rad       | Avocat Maire de Saint-Martin-de-Vers (1929-1955) Ancien Sénateur (1930-1941)        |
| 1966    | 1967             | Louis Baldy         | DVD       | Médecin - Maire de Lauzès                                                           |
| 1967    | 1973             | Jean-Pierre Dannaud | UDR       | Conseiller d'Etat - Commissaire général au Tourisme Maire de Gourdon de 1971 à 1977 |
| 1973    | 1992             | Louis Baldy         | MRG       | Médecin - Maire de Lauzès                                                           |
| 1992    | 2015             | Gérard Gary         | PS        | Agriculteur - Maire de Lauzès de 1995 à 2001                                        |

### Conseillers d'arrondissement (de 1833 à 1940)
| Période                                  | Période          | Identité                          | Étiquette       | Qualité |
| ---------------------------------------- | ---------------- | --------------------------------- | --------------- | --- |
| 1833                                     | 1848             | Antoine Cayla (1804-1890)         |                 | Avocat, propriétaire à Saint-Martin-de-Vers                                                                 |
|                                          |                  |                                   |                 | |
|                                          | 1887 (décès)     | Jean-Pierre Decremps (1807-1887)  |                 | Cultivateur à Saint-Martin-Labouval                                                                         |
| 1888                                     | 1899 (démission) | Jean Peyrichou                    | Républicain Rad | Notaire, maire de Cabrerets, suppléant du juge de paix                                                      |
|                                          |                  |                                   |                 | |
| 1919                                     | 1928             | Georges Jean Lalo (1882-1950)     | RG              | Industriel papetier, propriétaire à Lauzès                                                                  |
| 1928                                     | 1940             | Jean-Baptiste Delfour (1873-1943) | Radical         | Notaire, maire de Lauzès                                                                                    |
| 1940                                     |                  |                                   |                 | Les conseils d'arrondissement ont été suspendus par la loi du 12 octobre 1940 et n'ont jamais été réactivés |
| Les données manquantes sont à compléter. |                  |                                   |                 | |

## Démographie
| 1962  | 1968  | 1975  | 1982  | 1990  | 1999  | 2006  | 2011  | 2012  |
| ----- | ----- | ----- | ----- | ----- | ----- | ----- | ----- | ----- |
| 1 887 | 1 651 | 1 475 | 1 468 | 1 413 | 1 407 | 1 518 | 1 507 | 1 493 |